# SUPER EUROBEAT
SUPER EUROBEAT（スーパー・ユーロビート）は、主にイタリアなどの国で制作されたユーロビートを収録したコンピレーション・アルバムである。日本のエイベックスが発売している。

## 概説
第1作目は1990年1月21日、販売元を「BEATFREAK」（ビートフリーク）、エイベックスを日本発売のローカライザーとする形態でリリースされ、第8作目までは同様の形態が取られていた。1990年11月25日発売の『SUPER EUROBEAT VOL.9』以降はエイベックス独自で発売するようになり、現在に至る。略称はSEB。
シリーズ本編では、2018年9月26日発売の『SUPER EUROBEAT VOL.250 ANNIVERSARY NON-STOP MEGA MIX』が、ベスト盤（あるいは、それに準ずるもの）では2024年11月6日発売の『SUPER EUROBEAT 2024』が、現時点において最も新しい作品となっている。30年以上の歴史を持つシリーズで、多くの企画や派生シリーズを生んできた。

## 主な歴史

### 1990年 - 1994年
- 1990年1月21日 - 『SUPER EUROBEAT VOL.1』
  - エイベックス社ではなく、BEATFREAKよりリリース。第1作目となるVOL.1は、TIME社に直接制作を委託したため、TIME社関連楽曲のみの収録だった（今作はTIME RECORDSのカタログにナンバリングされている。TRD-1133）が、VOL.2からはASIA・FLEA・DISCOMAGIC作品[注 1] も収録された。この頃は全曲ノンストップ形式で収録していたが、基本的に全何曲と決められている訳ではなかったので、各CDによって曲数にバラつきがあった。また、ライセンスの関係上、日本国内での制作が実質不可能だったため、現地でのライセンス取得・生産を行い、輸入版としての体裁を成した上で販売された[注 2]。
- 1990年11月25日 - 『SUPER EUROBEAT VOL.9』
  - エイベックス独自で制作した、初の作品。デイブ・ロジャースが設立したA-BEAT Cレーベル作品の収録がスタート。以後、2011年3月に発売された『SUPER EUROBEAT VOL.212』まで、20年以上もの長期間に渡り、このA-BEAT Cレーベルの新規楽曲が本シリーズへ収録された。なお、このVOL.9から9〜12曲のExtended形式での収録がスタートした。また「THAT'S EUROBEAT」のようなメドレー形式やメガミックス等のボーナストラックが最後に存在するCDもある。
- 1991年8月10日 - 『SUPER EUROBEAT VOL.14』
  - 今作より、通常版でのTIME楽曲（最初期は傘下レーベルMacho Records）が収録され始める。以後数年間、A-BEAT CとTIMEの作品をメインとして、「和製ユーロ」と呼ばれるエイベックス制作の楽曲やその他のレーベルの作品も時折収録。
- 1992年3月21日 - 『SUPER EUROBEAT VOL.21』
  - VOL.9より参加していた、Made Up Records作品の収録が今作をもって終了。楽曲解説の掲載開始。
- 1992年4月23日 - 『MAHARAJA NIGHT HI-NRG REVOLUTION』シリーズ開始（以降、略称はMNHRと記載）
  - 『MAHARAJA NIGHT』のシリーズ1作品としてリリース開始[注 3]。HI-NRG REVOLUTIONと名づけた理由としては、かつてのハイエナジー的要素を多分に持った楽曲が多く見られるようになったことから、とされている[注 4]。VOL.25のみ『MAHARAJA NIGHT EURO FIRE』、VOL.26・VOL.27ではタイトルが『EURO FIRE』に変更された。また、SEBにおいてもVOL.23からサブタイトルとしてHI-NRG REVOLUTIONと表記されるようになった（VOL.45まで継続）。
- 1992年7月23日 - 『SUPER EUROBEAT VOL.25』
  - MNHRシリーズに収録された楽曲の一部が、SUPER EUROBEATのノンストップ盤に収録されるようになる。「EUROFIRE」にシリーズ名を変更した後も、VOL.26まではノンストップ盤への収録が続けられたが、シリーズ最終作であるVOL.27の収録曲はSEBのノンストップ盤には収録されなかった。
- 1992年9月23日 - 『SUPER EUROBEAT VOL.27』
  - イタリアで制作されたもの（A-BEAT CやTIMEの楽曲など）とは別に、エイベックスが日本国内で独自に制作し、本シリーズに収録していた「和製ユーロ」の収録が本作にて終了。この和製ユーロは、通算して9曲（リミックスを含めると11曲）がリリースされた。これ以降、1996年発売の『SUPER EUROBEAT VOL.63』までは原則として、A-BEAT CとTIMEの2レーベルの楽曲でシリーズ作品が構成されるようになる。
- 1993年1月21日 - 『SUPER EUROBEAT VOL.30』
  - シリーズ初となる、アニバーサリー（記念）盤としてリリース。これまでのシリーズ作に収録された楽曲からセレクトしたノンストップ盤となっている。尚、今作以降、（2018年9月に発売された『SUPER EUROBEAT VOL.250』までの）ナンバーの末尾が0番の作品（通称・キリ番）は、全て「ノンストップ盤CDを中心とした商品構成」にてリリースされている。また、今作でシリーズ初となる「TVCM」が打たれた。
- 1993年5月21日 - 『SUPER EUROBEAT VOL.33』
  - A-BEAT C楽曲における、いわゆる覆面プロジェクトである「HINOKY TEAM」名義の楽曲「HOT LOVE & EMOTION / VIRGINELLE」が、後に発売された「SUPER EUROBEAT VOL.34」に先がけてノンストップにて先行収録される。また、本CD発売前にTVCMが打たれており、公式に「SEB」という略称が使われるようになった。
- 1994年6月22日 - 『SUPER EUROBEAT VOL.46』
  - リスナーからの投票結果から収録曲が決定されるリクエストカウントダウン（通称リクカン）という史上初の試みを行った。同率30位までの40曲収録。1位獲得曲は「MYSTERY IN LOVE / VIRGINELLE」[注 5]。
- 1994年11月10日 - 『SUPER EUROBEAT VOL.1（再発版）』
  - 今作はBEATFREAK（BF）版VOL.1〜8をエイベックス籍で改めて制作したもので、表向きには再発版として知られている。ただし内容はBF版から大きく刷新され、主にBF版に収録された曲をExtended版（収録時間がオリジナル版と比較して削られている楽曲が多く、バージョン表記はされていない）にて再録。また、新規収録曲もある。逆にBF版のみの収録曲もあり、依然としてシリーズ内ではNon-Stopのみの収録に留まっている楽曲が幾つか存在する。発売当日にVOL.4まで同時リリースされ、12月にVOL.8までのリリースがなされた（VOL.4と8はNON-STOP MEGA MIXとしてリリース）。

### 1995年 - 1999年
- 1995年3月8日　『EUROBEAT FLASH』シリーズ開始（略称は「EbF」）
  - このシリーズは、本家SEBとはブランドが異なる[注 6] ものの、事実上の「SEBの派生シリーズ」と言えるものであった。収録レーベルはHI-NRG ATTACK[注 7]、TIME、Beaver Music（後にBOOM BOOM BEATレーベルを設立、VOL.5収録分から統一）。後にVIBRATION、DOUBLE（現SCP）、A-BEAT C、DELTA[注 8]の順で参加。本シリーズのVOL.1には当時ではシリーズを終了していた「That's EUROBEAT」後期の一部楽曲も収録していたこと、そしてTIME楽曲においてはThat's〜に収録されていたアーティストで固められていた点から、これの実質的な後継シリーズという色合いも強く出ていた[注 9]。
- 1995年9月21日 - 『SUPER EUROBEAT VOL.60』
  - VOL.46以来となる、第2回リクエストカウントダウン企画。60位までのランキング形式で、非限定版のレギュラーシリーズとしては初の2枚組。また、オリコンチャートで最高位7位を記録、シリーズ初のオリコン一桁台入りを果たす。1位獲得曲は「SEASON (LOVING NOW) / KING & QUEEN」[注 10]。
- 1996年2月21日 - 『SUPER EUROBEAT VOL.64』
  - 新レーベルDELTA作品[注 11]の収録開始。楽曲発表前から情報のみが先行していた[注 12]レーベルだが、SEB収録楽曲の第1弾にして、後の人気曲の一つとなる「MONEY GO! / MARKO POLO」などを収録。また、曲の収録形式が13曲のExtended Mixから18曲のEDITに変更となる[注 13]。EbFもVOL.8からこの方式を採用しているが、MNHRでは採用されず[注 14]、全作品Extended Mixでの収録であった。SEBにおいては、2008年4月2日発売の『SUPER EUROBEAT VOL.186』までこの方式が継続された。
- 1996年8月21日 - 『SUPER EUROBEAT VOL.70』
  - VOL.60に続いてリクカン企画。不定期シリーズ「70分70曲」の構成を踏襲している。収録開始から間もないDELTAレーベル（2008年以降、SinclaireStyleに版権が移管した楽曲も含む）の作品は「MONEY GO! / MARKO POLO」の1位獲得を筆頭に、他の楽曲も軒並み上位を占め[注 15]、リスナーの人気を集めた。
- 1996年 - SEBシリーズとビデオゲーム、初タイアップ
  - アーケード用レーシングゲーム『セガツーリングカーチャンピオンシップ』がセガより発売される。プレイ中のBGMとして、本シリーズからは「DON'T DROP ME / ANN SINCLAIR」[注 16]が使用された。これ以降、『beatmania IIDX』（コナミ）、『ステッピングステージ』（ジャレコ）などといった音楽ゲームや、レーシングゲームに本シリーズの楽曲が度々採用される。
- 1997年10月22日 - 『SUPER EUROBEAT VOL.82』
  - 現SinclaireStyleレーベルが版権を持つ楽曲として、現在においても最大級のヒット作であり、第3次ユーロビートブームの引き金になった楽曲「NIGHT OF FIRE / NIKO」が本作にて初収録。リリース直後はさほど大人気の楽曲というほどでもなかったが、タレントが番組でこの曲を使用した企画を行ったことがきっかけとなり、後に大ブレイク。「第3次ブーム＝パラパラブーム」の方程式を確立し、ブームの牽引役を果たした。後述のアニメ『頭文字D』でもBGMとして使用され、自動車やレースの愛好家にも定着。SEBのキリ番では、ほとんど全ての回において収録される定番曲となっていた。
- 1998年3月18日　『EUROBEAT FLASH VOL.17』
  - EbFのノンストップ盤であるが、これまでのものとは大きく異なり未発表曲をノンストップで多数収録。本作に収録された計24曲（J-EURO2曲を除く）中17曲が新規収録曲となっている。
- 1998年4月 - 『頭文字D』放送開始
  - 本シリーズの楽曲を挿入歌として使用したアニメ『頭文字D』の第1期が放送開始。使用された曲を集めたコンピレーション『SUPER EUROBEAT presents InitialD D Selection』シリーズも順次発売された。多くの楽曲がExtended収録[注 17] されている。また、同作品をゲーム化した『頭文字D ARCADE STAGE』シリーズ（セガ）にも、アニメ版に採用された楽曲の多くが採用されている。
- 1998年4月8日 - 「EURO FIRE」シリーズ終了
  - 「EURO FIRE」が、VOL.27をもって打ち切り[注 18]。これをもって「MAHARAJA NIGHT」を発祥とするシリーズ作品は全て終了した。
- 1998年8月19日 - 『SUPER EUROBEAT VOL.90』
  - 初の男女別リクカン。男女各45位までの計90曲。男性1位は「NIGHT OF FIRE / NIKO」、女性1位は「I WANNA DANCE / DOMINO」となった。また、F1ドライバー（当時）中野信治への応援歌として話題となった新曲「GO TO THE TOP / DAVE RODGERS」が、ボーナストラックとして収録された。
- 1999年3月10日 - 「EUROBEAT FLASH」シリーズ終了
  - 「EUROBEAT FLASH」シリーズが、VOL.22をもって打ち切り。ベスト盤を含めると通算24作。シリーズ終了後、公式に「（形式上、リニューアルの形を取った）新シリーズの開始」が告知された。
- 1999年8月4日 - 『SUPER EUROBEAT VOL.100』
  - 100作目到達。オリコンチャート最高位2位、公称売上はシリーズ最多となる70万枚を記録した。今作発売を期に充電期間と称し、年内のリリース休止を宣言。その影響か、1999年度のベスト盤は発売されなかったが、シリーズの歴史そのものである1990年代をテーマとした『THE BEST OF '90s SUPER EUROBEAT』が12月1日に発売された。
- 1999年9月29日 - 「EUROMACH（ユーロマッハ！）」シリーズ開始
  - SEBの派生シリーズ[注 19]。終了したEbFに代わり、新たに展開が開始されたシリーズである。EbFにおいて楽曲提供していた全レーベルが、引き続き楽曲提供している[注 20]。このシリーズの最大の特徴は、新規収録曲[注 21]をいきなりノンストップにて収録し、収録楽曲のテンポを高速化するという、本家SEBとは異なるスタイルであり、このシリーズが開始された当時にブームを巻き起こしていたパラパラに特化したものとなっている。この「EUROMACH」シリーズの収録作品は、一部の例外[注 22] を除き、CDにてEXTENDED版やEDIT版（非ノンストップ）の（再）収録はされていない[注 23]。EbFの終了とこのシリーズの展開開始（1999年9月）により、結果的にHI-NRG ATTACK、SCP、VIBRATIONの3レーベルについては2003年9月発売の『SUPER EUROBEAT VOL.141』、BOOM BOOM BEATレーベルについては2005年9月発売の『SUPER EUROBEAT VOL.161』がリリースされるまで、これらのレーベルの新規楽曲が定期的に非ノンストップにて収録される機会は、長きに渡り消滅してしまっていた。

### 2000年 - 2004年
- 2000年1月1日 - 『SUPER EUROBEAT VOL.101』
  - VOL.100発売を契機に宣言されていた休止期間が終了、リリース再開。CDジャケットも明るい色調へとリニューアル。また、SEB収録レーベルがJ-POP楽曲のリミックスを担当したユーロビートミックスの収録開始。この企画はVOL.119まで継続[注 24]した。本作とVOL.102のみ洋楽曲のユーロビートミックスも収録されている。
- 2000年8月2日 - 『SUPER EUROBEAT VOL.110』
  - ユーロビートコンピレーション史上初のオリコン総合チャート1位を獲得（初回集計時と3週目にて）。洋楽部門では6週連続1位を記録した。公称売上はVOL.100と同じく70万枚（決算報告書によると71万枚）。3枚組以上のアルバムが同チャート1位を獲得したのは、TRF『THE LIVE3』以来、4年6か月ぶりのことであった。
- 2000年10月 - 『ParaParaParadise』発売
  - 当時のパラパラブームに乗って、本シリーズとタイアップし発売されたアーケード用音楽ゲーム『ParaParaParadise』がコナミから発売。収録曲は殆どが本シリーズの代表的楽曲である。2001年にかけて、バージョンアップ版や続編の『2ndMIX』、家庭用ゲーム機への移植版であるPlayStation 2版が発売された。
- 2002年5月22日 - 『SUPER EUROBEAT VOL.128』
  - コピーコントロールCD導入開始（※導入の経緯や問題点などについてはコピーコントロールCDを参照）。
- 2002年10月30日 -『EUROMACH FINAL』
  - シリーズの区切りとして、この日に各CDに25曲を収録した2枚組のノンストップ盤として『EUROMACH FINAL』が発売された。ここまでで当初、本作の発売をもって「シリーズ完結」と言う形に一旦はしていたものの、その後の2009年10月28日には、EUROMACHシリーズとして7年ぶりのリリース（ベスト盤）となる『BEST OF EUROMACH 100』が発売された。
- 2002年12月18日 -『SUPER EUROBEAT VOL.133』
  - CD-EXTRAを収録開始[注 25]。PCからの読み込みによってアーティストのパフォーマンスやインタビューなどを見られるという内容（後期はPC用スクリーンセーバ収録）だが、データ収録容量の関係で（コピーコントロールCD導入以前と比較して）1曲あたりの収録時間が短くなっている。また、VOL.134以降の非ノンストップ盤においては、同様の理由で収録曲が15曲に減少。それに伴い、TIME作品のみが従来の6曲から3曲収録に半減した。
- 2003年4月 - 『DEAR BOYS』放送開始
  - 『頭文字D』シリーズに続き、本シリーズの楽曲を劇中BGMに採用したアニメ『DEAR BOYS』が放送開始。制作会社や一部のスタッフが『頭文字D Fourth Stage』と同じ本作では、『頭文字D ARCADE STAGE』で使われた曲が一部採用されている[注 26]。
- 2003年8月6日 - 『SUPER EUROBEAT VOL.140』
  - リクエストカウントダウン企画盤。1位獲得曲は「BABY GET MY FIRE TONITE / NUAGE」。続く2位は「THE RACE IS OVER / DAVE RODGERS」で、VOL.90以降、過去の同企画盤で1位を守り続けていた「NIGHT OF FIRE」は3位に後退[注 27]。解説書内において「月刊ユーロビート通信」連載開始。SEB初期の事情やプロデューサーインタビューなどの記事が掲載されている。本作は本編CD2枚を基本に、頭文字D使用楽曲のNon-stop mix収録CDとの3枚組仕様及び、2CD+DVD仕様という2形態での発売となった。
- 2003年9月18日 - 『SUPER EUROBEAT VOL.141』
  - HI-NRG ATTACK、SCP、VIBRATION作品の収録開始[注 28]。収録曲数が18曲に戻り、コピーコントロールCD導入再開。また、今作からEVERLASTING DANCE TRAXと表記されるようになり、洋楽のユーロビートカバー収録がスタート[注 29]。
- 2004年3月17日 - 『SUPER EUROBEAT VOL.146』
  - 非アニバーサリー盤としては100作ぶりの特別編成盤。「70min.70songs NON-STOP MEGAMIX」の副題の通り、不定期シリーズ「70分70曲」の構成を踏襲。SEB本編において初めて、過去にEbF・EUROMACHに収録されていた一部楽曲がノンストップにて収録された。
- 2004年8月4日  - 『SUPER EUROBEAT VOL.150』
  - 150作目到達。歴代ヒット作50曲のノンストップで構成されたDISC-1とJ-EURO作品50曲NON-STOP収録のDISC-2、そしてユーロビートプロデューサーのインタビューなどが収録されたDVDという内容。尚、本作を最後に「SEB本編におけるコピーコントロールCDでの発売は終了[注 30]」し、次作『SUPER EUROBEAT VOL.151』からは通常のCDに再変更されている。

### 2005年 - 2009年
- 2005年1月19日 - SEB、ギネスブックに申請
  - エイベックスがSUPER EUROBEATシリーズを「最もヴァージョン数の多いコンピレーションCDシリーズ」としてギネス申請。一部インターネットストアでの作品紹介（VOL.140等）にて、ギネス認定がされたかのような文面が確認できるが、公式にはこれに関する続報は2025年現在まで、一切なされておらず、真偽は不明なままである。
- 2005年6月22日 - 『SUPER EUROBEAT VOL.159』
  - 本作を最後に、本編におけるVIBRATION作品の収録を停止。
- 2005年9月28日 - 『SUPER EUROBEAT VOL.161』
  - BOOM BOOM BEAT作品の収録開始。定価が2548円（税込）に変更となる。
- 2006年6月21日 - 『SUPER EUROBEAT VOL.169』
  - 本作までで、本編におけるBOOM BOOM BEAT作品の収録を一旦停止[1]。DELTA設立メンバーの一人であったブラット・シンクレアの作品が「IF YOU EVER LEAVE ME / ALE」をもって（DELTA（当時）作品としての）収録最終作[注 31] となり、後にDELTAを正式に離脱。
- 2007年1月31日 - 『SUPER EUROBEAT VOL.174』
  - CDが2枚組となる。1枚目は「The Latest Tracks of SEB」と称され、従来通り最新楽曲を18曲EDIT形式で収録。2枚目は企画CD[注 32]。
- 2007年2月28日 - 『SUPER EUROBEAT VOL.175』
  - 新レーベル、GOGO'S MUSIC作品の収録開始。
- 2007年4月25日 - 『SUPER EUROBEAT VOL.177』
  - DJ BOSSが選曲した、DISC-2の「The Best Of Extended Version VOL. 02 - Selected By DJ BOSS」にて、これまでエイベックス社のCDには未収録だった曲や、「MADE OF FIRE / NIKO」「CALL GIRL / MARLENE」などの、それまでSEBなどのエイベックス社のCDにて、ノンストップオンリーだった曲のEXTENDED MIXが多く収録された。
- 2008年4月2日 - 『SUPER EUROBEAT VOL.186』
  - 新レーベル、SinclaireStyle作品の収録開始。なお、当レーベル設立後にリリースされた楽曲のSEB収録第1弾[注 33]は、「LET'S GO WILD / NIKO」。同時に、本編におけるBOOM BOOM BEAT作品の収録が再開された。
- 2008年5月7日 - 『SUPER EUROBEAT VOL.187』
  - CD1枚に戻るが、収録曲数がVOL.62以来（MAHARAJA NIGHTシリーズを含めると『EUROFIRE VOL.27』以来）となる13曲のExtended Mixに変わり、価格も2300円（税込）に変更された。
- 2008年6月4日 - 『SUPER EUROBEAT VOL.188』
  - 新レーベル、DIMA MUSIC作品の収録開始。
- 2008年10月1日 - 『SUPER EUROBEAT VOL.191』
  - 「ROAD TO SUPER EUROBEAT VOL.200!!」企画として、本作よりVOL.196まで、テーマ（副題）が設定された。収録曲は原則としてそのテーマに沿った楽曲を中心にセレクトされている。1曲目あるいは14曲目（本VOL.191では14曲目）に、収録曲のメガミックスメドレー（ミニノンストップ）が収録されており、それを含め計14トラックの収録となっている。
- 2008年11月5日 - 『SUPER EUROBEAT VOL.192』
  - 新レーベル、Eurogrooves作品の収録開始。TIMEより独立したSergio Dall’Oraの個人レーベルであるため、作家陣・ヴォーカリストはTIME時代とほぼ変わらない体制となった。なお、本レーベル制作曲収録開始後も、未公表であったTIME楽曲も引き続き時々発表されている。
- 2009年5月6日 - 『SUPER EUROBEAT VOL.197』
  - レギュラーシリーズ（キリ番は除く）ではVOL.165以来、3年ぶりとなるNON-STOP MIXを発売。本作は「KING OF EUROBEAT」というテーマで収録曲全てが男性アーティスト、内容は旧作に未発表の新曲を織り交ぜて全曲ノンストップでの収録となっている。VOL.198（テーマは「QUEEN OF EUROBEAT」、こちらは女性アーティストの楽曲のみで構成）とVOL.199（同「COLLABORATION OF EUROBEAT」）も同様の形式を採用。これらは、公式には「カウントダウン3部作」と呼ばれていた。
- 2009年10月28日 - 『BEST OF EUROMACH 100』
  - 2002年10月30日に発売された「EUROMACH FINAL」以来、EUROMACHシリーズとして約7年ぶりのリリース（ベスト盤）となる本作が発売された。タイトルの通り「EUROMACH」シリーズに収録されていた楽曲を100曲、ノンストップにて収録。本作の発売により、EUROMACHのシリーズ作品は計19作となった。

### 2010年 - 2019年
- 2010年1月1日  - 『SUPER EUROBEAT VOL.200』
  - 200作目到達。当初は2009年8月発売予定だったが延期されていた。これまでのユーロビートを100曲NON-STOPで構成したDISC-1[注 34]と、J-EUROを50曲NON-STOPで構成したDISC-2、松浦社長のインタビューなどが収録されたDVDという内容[2]。
- 2010年3月3日  - 『SUPER EUROBEAT VOL.201』
  - 本作より、再びExtended Mixでの収録再開。曲数は全14曲で、新規収録曲の他、（100〜110番台以来となる）SEB収録レーベルがJ-POP楽曲のリミックスを担当したユーロビートミックスの収録、過去楽曲の別ヴァージョンも収録。「原点回帰」をテーマとして謳っていた。
- 2010年8月4日  - 『SUPER EUROBEAT VOL.206』
  - 新レーベル、SUN FIRE RECORDS作品の収録開始。長らくA-BEAT Cを主宰しつつ本シリーズの顔の一人となっていたアーティスト兼プロデューサーのデイブ・ロジャースが、女性アーティスト・FUTURAと共に新たに立ち上げたレーベル[注 35]。
- 2010年12月29日  - 『SUPER EUROBEAT VOL.210』
  - 主に「VOL.100」以前に収録された楽曲から50曲選曲してNON-STOP収録したDISC-1と、主に『VOL.101』以降に収録された楽曲から50曲選曲し同じくNON-STOP収録したDISC-2、avex社のアーティストの楽曲のユーロビートアレンジ（J-EURO）を50曲NON-STOP収録したDISC-3（3枚とも全てCD）という内容となっている[3]。
- 2011年2月4日  - 『SUPER EUROBEAT VOL.211』
  - 本作より、収録曲数がExtended Mix15曲に変更され、価格も2500円（VOL.217より2520円に変更）となる。なお、本作にて、『SEB211〜219[注 36]』の購入者には、それぞれ購入した種類・枚数に応じて「SEB特製オリジナル・エコバッグ（213、216、219の購入・応募が必要）」、「SEB特製Tシャツ（211〜218（213、216、219を除く）の購入・応募が必要）」、「SEB非売品CD（前述のSEB211〜219の全ての購入・応募が必要）」がもらえる、という企画が告知された。
- 2011年9月7日  - 『SUPER EUROBEAT VOL.218』
  - ボーナストラックとして、サンリオとのコラボレーション楽曲を3曲収録。ハローキティ、マイメロディ、リトルツインスターズのテーマソングをそれぞれSCP、GO GO'S MUSIC、DIMA MUSICが担当した。次作のノンストップ版『VOL.219』にもこれらの楽曲が収録されている。
- 2011年12月14日  - 『SUPER EUROBEAT VOL.220』
  - 『VOL.219』以前に収録された楽曲から50曲選曲してNON-STOP収録したDISC-1と、avex社のアーティストの楽曲などのユーロビートアレンジ（J-EURO）を中心に25曲収録したDISC-2（2枚ともCD）がセットになっている。『VOL.210』以前の末尾0番の作品は、DVDなどをセットにした3枚組の物が多かったが、本作以降のベスト盤は「CD2枚セット」というシンプルな商品構成が主流となった。
- 2012年
  - この年は、『SUPER EUROBEAT（本編）』は1作も発売されなかった[注 37]。
- 2013年1月23日  - 『SUPER EUROBEAT VOL.221』
  - 当初、エイベックス社より2012年2月1日に発売される予定であったが、発売延期の後、約1年のブランクを経て発売された。収録曲数はExtended Mix15曲のままだが、VOL.210番台と異なり、過去楽曲の別ヴァージョン枠が廃止され、15曲全てが新曲となった[4]。これまでは、基本的にSEBは毎月新譜がリリースという形が原則であったが、本作以降は原則隔月のリリースとなった。
- 2017年12月20日  - 『SUPER EUROBEAT VOL.246』
  - Extended Mix15曲収録の通常盤。帯の部分に「最後の新譜収録盤」の表記がある[注 38]。
- 2018年2月21日  - 『SUPER EUROBEAT VOL.247』
  - 「ROAD TO SUPER EUROBEAT VOL.250」と称して、VOL.249までSEB歴代ディレクターによるセレクト30曲を歴代REMIXチームがノンストップミックスを担当したCD2枚組構成でのリリースとなった。
- 2018年9月26日  - 『SUPER EUROBEAT VOL.250』
  - 歴代ディレクターがディレクションした選曲で構成する、ディレクターズカットCD3枚組セット。3枚とも全てノンストップ盤で、エイベックス30周年と『SUPER EUROBEAT VOL.250』のアニバーサリーのダブル・アニバーサリー・イヤーを記念する作品となった。尚、2025年4月時点で、本作が最後の通常盤（ナンバリング作品）となっている。
- 2019年10月9日  - 『THE BEST OF SUPER EUROBEAT 2019』
  - 約1年ぶりとなるSEBの新作。本作以降、SEBシリーズのリリースは原則EXTENDED VERSIONの新曲を収録したディスクと、各テーマに沿った歴代のSEB楽曲によるノンストップミックスCDという2枚組構成となる。なお、同作には新レーベルNickTheBeat Music[注 39]（後にカナダ人インフルエンサーのMandieNRGが正式加入したことに伴い、2022年よりHybridMixにレーベル名を変更）およびGReurosound[注 40]作品の収録が開始されている。

### 2020年 -
- 2020年10月28日 - 『THE BEST OF SUPER EUROBEAT 2020』
  - CD2枚組で、1枚目はEXTENDED VERSIONで新曲を14曲収録、2枚目は「EUROWAVE」（ノンストップ25曲）という構成となっている。なお、同作には2017年以来となるSinclaireStyleの新規楽曲2曲が収録されたほか、2010年頃より引退状態にあったローラン・ジェルメッティが正式に復帰し、DELTAの新規楽曲3曲に参加した。SUPER EUROBEAT誕生30周年記念を踏まえ、ロゴがVOL.9、10およびBEAT FREAK版VOL.1～8で使用されたものに変更された。
- 2023年2月22日 - 『SUPER EUROBEAT PRESENTS EUROMACH SPECIAL COLLECTION』
  - 「EUROMACH」シリーズ楽曲のExtended Mix全13曲収録。VOL.1～VOL.4までの全4作が発売された。
- 2023年8月2日 - 『That's SUPER EUROBEAT 2023』
  - かつてアルファレコードより発売されていた『THAT'S EUROBEAT』に収録されていた楽曲を中心に、新規にノンストップ盤として発売された企画盤。一部、エイベックス社のCDには初収録となる楽曲も含まれる。
- 2024年2月28日 - 『MF GHOST PRESENTS SUPER EUROBEAT × ORIGINAL SOUNDTRACK NEW COLLECTION』
  - アニメ『MF GHOST』に使用された、ユーロビートを含む主題歌や各種挿入歌などをまとめて収録したCD2枚組。ユーロビートはDISC-1のみで、全21曲を「MF GHOST VERSION」と言う形でEDIT収録。発売当日にデジタル配信も開始。
- 2024年11月6日 - 『SUPER EUROBEAT 2024』
  - CD2枚組構成で、DISC-1には新規収録曲15曲、DISC-2は「NON-STOP MIX "MF GHOST 1st Season EUROBEAT"」と題し、その名の通りアニメ『MF GHOST』1stシーズン内で収録された22曲のノンストップミックス収録。なお今作では「THE BEST OF ～」という冠詞が表記されていない。ジャケットは5年ぶりにコーカソイド系女性の採用が復活した。発売当日に一部曲除きデジタル配信も開始。
- 2025年8月20日 - 『That's SUPER EUROBEAT 2025』（※発売予定）
  - 前作 『That's SUPER EUROBEAT 2023』の第2弾として、かつてアルファレコードより発売されていた『THAT'S EUROBEAT』に収録されていた楽曲などを、企画盤としてノンストップにて再び発売予定。こちらも、一部、エイベックス社のCDには初収録となる楽曲もノンストップにての収録が予告されている。

## シリーズの内容について
SEB VOL.31 - 40、51 - 100、141 - 150までは末尾3番台と末尾6番台（あるいは末尾7番台）がノンストップ、xx0番台が特別編成だったが、これ以外は不特定な編成となっている。
不特定編成（ノンストップとなった回）は以下の通り。
- 復刻版SEB VOL.1 - 8と（本格スタートした）VOL.9・10はVOL.4と8。
- SEB VOL.11 - 20はVOL.12、15、19。
- SEB VOL.21 - 30はVOL.22、25、28、30。
- SEB VOL.41 - 50はVOL.43、46（リクエスト・カウントダウン形式）、47、50。
- SEB VOL.101 - 110はVOL.104、108、110。
- SEB VOL.111 - 140は末尾3、7、0番。
- SEB VOL.141 - 150は143、146（70分70曲形式）、150。
- SEB VOL.151 - 160、171 - 190、201 - 210、221 - 230は末尾0番のみ[注 41]。
- SEB VOL.161 - 170はVOL.165、170。
- SEB VOL.191 - 200はVOL.197 - 199、200。なお、VOL.191 - 196はそれぞれ「SPECIAL MEGA-MIX」が存在する。
- SEB VOL.211 - 220はVOL.213、216、219、220。
- SEB VOL.231 - 240はVOL.235、240。
- SEB VOL.241 - 250はVOL.245、247 - 249、250。

## リメイクバージョンについて
SEB VOL.150以降から過去のユーロビート楽曲のリメイクバージョンが収録されるようになる。そのような曲には ○○2005、2006といった西暦が（○は曲名）記載されていることが多い。なお、年表記に関しては制作時期は一切無関係で、CDに収録された年（年末発売の場合は次年度表記の場合あり）が記載される。
- 基本的にリメイクは原曲のリフ等を元にシンセを打ち直すが、「LOVE IS DANGER 2005 / LINDA ROSS」は大幅に変更が加えられた。これ以降、リフは大幅なアレンジを施したものが主流となる。
- 移籍や引退などで歌い手がいない楽曲は原曲のヴォーカルパートをそのまま流用するが、本人が在籍している場合やヴォーカリスト変更でアーティストネームが現役で使われている場合は歌い直しで収録。ただしVOL.174あたりからこの方針は崩れ、他のヴォーカリストやアーティストネームを起用しカバーとしての制作が主流となった。

- 基本的にリメイク版はTIMEレコードの楽曲が中心で、時折A-BEAT Cから提供される程度。特にTIME楽曲については、VOL.171から収録枠が1曲増加したことに伴い、収録が定番化した。DELTAは「NIGHT OF FIRE 2004 / NIKO」を初の年表記付きリメイク作として他に先駆けてリリースしたものの、DVDのみの収録に終わっている。以降、VOL.192までに渡ってリメイク曲のCD収録は一切なかったが、VOL.193でようやくリメイク曲によるCD収録（DOCTOR LOVE / KEVIN & CHERRY)の運びとなった。

- 「DON'T STOP THE MUSIC / LOU GRANT」はオリジナル（VOL.85）・リメイク版（VOL.172）共々『頭文字D』劇中曲に抜擢されている。

- VOL.183〜185と187はリメイク楽曲の収録数が2曲に増えている。VOL.188以降およびEurogrooves作品の収録開始以降TIME作品のものはなくなり、リメイク楽曲の収録機会自体も減少傾向にある。

- BOOM BOOM BEAT（SAIFAM）は、VOL.191「KISS ME DIVINE / MARK FOSTER」（原曲は「DIVINE / MIKE HAMMER」）で初めてSEBシリーズ内でのリメイク楽曲を収録することになった。

- VOL.193は副題が「Revival Hits」のためリメイク収録が多い。「HOT VAMPIRE / GO 2」「LOOKA BOMBA / GO GO GIRLS」は、厳密に言えば別レーベルに入れ替えたリメイク。GO GO GIRLS・GO 2の合同インタビュー（YouTubeにて閲覧可能）において「相手の曲で歌いたい曲」の質問に対してお互いが選んだ曲という背景もあり、いわばリメイクバトルといった側面も窺える。

## 音楽配信
近年、エイベックス社においては、過去にリリースしたSEB等の楽曲を配信しており、その中にはCDでは内容が削られて収録された楽曲や、ノンストップオンリーの収録で終わった楽曲のExtended版も含まれている。

### インターネット配信
- mora :  AAC-320kbps
  - 2012年10月1日にサイトが全面リニューアル。その際にDRMが廃止され、ファイル形式も変更されたためか、過去に配信されていたデータは一旦全て削除され、現在は一部の作品のみの配信となっている。なお、サイトリニューアルの際に削除された作品は、徐々に再度追加されてきているが、一部を除く多くの楽曲はCDと同じ内容であり、EDITで収録された曲についてはEDIT版のままとなっている。
  - TIME、DELTA（※SinclaireStyleに後に版権が移管した楽曲も含む）に関しては、2020年10月21日より、「SUPER EUROBEAT VOL. ○○ EXTENDED VERSION TIME EDITION」・「SUPER EUROBEAT VOL. ○○ EXTENDED VERSION DELTA EDITION」というパッケージ名の下、Extended版での配信が停止していたVOL.64以降の楽曲のExtended版の配信が開始され、2020年内にVOL.64 ～ 99（ノンストップメガミックスなどの特別版である番号末尾0、3、6を除く。また、それらのみに収録されていた曲も含まない）が配信されている[5]。
  - 一方で、A-BEAT Cに関しては上記の配信開始から約1か月後の2020年11月25日、「SUPER EUROBEAT VOL. ○○ EXTENDED VERSION RODGERS & CONTINI EDITION」というパッケージ名の下でVOL.64以降の配信が開始され、2020年内にVOL.64 ～ 99（特別版である番号末尾0、3、6を除く）が配信されている。また、レーベル誕生30周年を記念して、2021年1月より同レーベル楽曲が順次デジタル配信されている。ただし、現時点ではA-BEAT Cレーベルからシングル盤がリリースされている楽曲のみであり、姉妹レーベルからリリースされているユーロビート楽曲、コンピレーションのみ収録の未シングル化楽曲やプロモ盤のみリリースの楽曲、または未発表楽曲がデジタル配信されるかどうかについては現時点では不明となっている。

- iTunes Store : AAC-256kbps（iTunes plus）
  - 2008年4月に発売したSEB VOL.186から配信がスタートした。開始当初はSEB最新作の追加配信[注 43][注 44] のみに留まっていたが、同年11月下旬から旧作や限定パッケージでの楽曲配信が順次開始（ユーロビート作品の追加配信は2010年9月まで）された。限定パッケージのみ全世界のストアにて配信が行われていたが、日本国内でのiTunes plus完全移行によってか、日本以外での配信は終了している。

- Amazon.co.jp : mp3-256kbps前後（VBR）
  - SEB VOL.200以降（アニヴァーサリー盤以外）とVOL.200以前の一部、および派生シリーズ作品の一部を配信。現在は毎週末頃に随時追加中である。ただし、一部の楽曲を除いて、本編ではEDIT版での収録となった楽曲に関しては、全てCD版と同じくEDITでの配信であり、本来のEXTENDEDでの配信ではない。

## その他
- 1曲目と最終曲[注 45] には、スタッフ一押しの曲を収録する。
- ナンバリングタイトルにおける通常の構成はExtended版（EDIT版）収録、そしてそれらの収録曲から選抜した楽曲のノンストップ収録が基本となっているが、不定期的に特別編成が組まれる事がある。また、xx0番台はキリ番と呼ばれ、通常とは違うアニバーサリー編成として固定化している。
- アニバーサリー編成はノンストップ形式が基本で、一時期はリクエストカウントダウン形式も人気があった。しかし、VOL.160以降は行われていない。
- アニバーサリー盤だけでなく、通常盤も時折CD2枚組となる場合がある。
- VOL.27まで、日本アーティスト制作の楽曲（俗に言う和製ユーロ）も収録しており、一部の楽曲では、エイベックス社長（2020年現在は同社会長）である松浦勝人が、「Max Matsuura」名義でソングライターないしエグゼクティブプロデューサーとしてクレジットされている。
- VOL.33のリリース以降、A-BEAT C楽曲の一部の作家欄に「HINOKY TEAM」名義が目立つようになる。当初は覆面プロデューサー集団とされていたが、初出時には実際の制作メンバーがクレジット記載され、その後この名義に変更された楽曲もいくつか存在する。楽曲の出版権者が(当時の)プライム・ディレクション（初期においてはMusique Folio）であるという共通点から、エイベックス側がJ-EURO化を見越して付けた名義と言われている。VOL.55収録の「SEASON / VERONICA SALES」（1994年末制作）を最後に使用されなくなった[注 46]。
- VOL.133 - 139はCD-EXTRA仕様[注 47] で、PC用特典としてライブ映像やスクリーンセーバーが同梱されていた。
- VOL.100はオリコンのアルバムチャートで最高位2位・通算47週のチャートインを記録、VOL.110に至っては初登場1位を獲得した。
- 第14回日本ゴールドディスク大賞では、企画アルバムオブザイヤー（『SEB VOL.100』）とアニメーションアルバムオブイヤー（『SEB presents 頭文字D D NON-STOP MEGA MIX』）の2つを受賞。更に翌年の第15回でも同じ賞（企画は『SEB VOL.110』、アニメーションが『SEB presents 頭文字D D-BEST SELECTION』）を（2年連続）受賞となった[注 48]。
- CDジャケットは、主にヨーロッパ系コーカソイドの女性の写真が掲載されているものを中心に、様々なバリエーションが存在する。ジャケットのデザインも頻繁に変更されている。
- VOL.101以降から制作クレジットのプロパティ項目に年式が表示されなくなった。

## 近年の動向
上記の各項目では主にシリーズ本編の発売があったVOL.250まで（2018年）までに関しての記述が大半を占めるが、本項では近年のSUPER EUROBEATについていくつか述べる。
本項に限り、
- 「現在」は2022年末～2025年
- 「従来」は2018年まで
- 「近年」は2019年以降

を指すものとする。

### シリーズ構成の変化
過去のSEBでは、毎年10作ずつ本編を発売しながら、11月下旬前後にCD2枚組ノンストップベスト盤を発売するのが通例となっていた。
しかし、現在は「シリーズ本編の新作の発売」を行っていないため、原則として最低限、年1回のベスト盤（あるいは、それに準ずるもの）を発売する形を取っている。
また、収録内容も現在のベスト盤はDISC-1が「従来の通常盤1作程度の曲数のSEB新規収録曲」、DISC-2が「テーマに沿ったノンストップ（新規収録曲ばかりではない）」と変化している。
これにより、従来と近年ではタイトル表記こそほぼ同じではあるものの、従来は「その年内に発表された本編の曲に限定したノンストップ盤」であるのに対し、近年は「単に原則その年発売であることを表している」のみと、ベスト盤の意味合いが異なることに注意が必要である。なお、2024年11月6日発売の『SUPER EUROBEAT 2024』からは「THE BEST OF～」の表記は消え、その存在が従来の「ベスト盤」という位置づけから、単に「その年発売の盤である」という意味合いに更に変わっている。
なお、シリーズ本編の次作となるVOL.251は、2025年7月現在でも公式でのアナウンスは一切なく、発売はされていない。

### 「HI-BPM STUDIO」表記の復活
HI-BPM STUDIOとは本来エイベックスがレーベルとなる前に使用されていたスタジオの名称であり、1990年代のSEBに表示されていたものである。表示消滅後は、長らくHI-BPM STUDIOの表記は使用されずSUPER EUROBEATシリーズと単体での呼称であった。
しかし近年、特に2021年頃から突如として「HI-BPM STUDIO」表記が復活しており、2021ベスト盤からCDにも再表示されているほか、それまで「SUPER EUROBEAT」として運用されてきた公式サイト、X、YouTubeなど各種アカウント名が同時期を境に「HI-BPM STUDIO / SEB」となるなど変化の兆しを見せている。
HI-BPM STUDIO公式サイトによれば、今後はSUPER EUROBEATに限らず類似ジャンル（パラパラやハイパーテクノ、ドライブ向け等）もすべて内包した「リスナーにエナジーやパワー、気分を上げる」楽曲を総称したものがHI-BPM STUDIOと表記される。

### 楽曲のフルバージョン配信強化
近年、エイベックスによるSUPER EUROBEAT関連の楽曲配信が活発化している。
SEBの収録形式がExtendedではなくEDITとなったVOL.64～186のうち現時点では64～99収録の楽曲に限り、「RODGERS & CONTINI」「DELTA」「TIME」の各レーベル別に分類され再配信されている。
また、CDとしてはすべてノンストップで「EXTENDED」あるいは「EDIT」での収録がなかったEUROMACHについても、2023年2月より一部楽曲が『SUPER EUROBEAT presents EUROMACH Special Collection VOL.1～4』として発売された。
近年エイベックスが新たに発売・配信を開始しているものは基本EXTENDEDであるため、初登場のCD収録当時はEDITあるいはノンストップ盤としてカットされた箇所がある楽曲も、フルバージョンにて聴取できる機会は増加している。
現在は、本シリーズは「年1回の年別ベスト盤（あるいは、それに準ずるもの）」のリリースを継続し、シリーズを継続する形を取っている。